# 狐狸打猎人
《狐狸打猎人》是上海美术电影制片厂的动画作品。获得过1980年南斯拉夫第四届萨格勒布国际电影节美术奖。全片由上海电影译制厂著名配音艺术家邱岳峰担当所有角色配音与旁白。

## 影片梗概
传说中，天顶山上有一只狐狸变成了狼，长着两个长长的獠牙，三只眼睛，四只耳朵，五条腿。动物们知道后四处逃窜。一只狐狸听说后，就想冒充这个怪物狼，便让狼把自己打扮成传说中的怪兽的模样。狐狸的打扮吓坏了前来打猎的一位小猎人，小猎人被吓得丢枪逃命，躲在屋子里不敢出来，连子弹也吓得交给了狐狸。最后老猎人发现了假扮狼的狐狸和狼，开枪打死了它们，并留给小猎人一句话：“一个猎人丢了枪，活着死了都一样！”